# Пияшев, Иван Иванович
Иван Иванович Пияшев (1907—1956) — советский военачальник внутренних войск, генерал-майор (1943). Командир Отдельной мотострелковой дивизии особого назначения (ОМСДОН) им. Ф. Э. Дзержинского войск НКВД-МГБ-МВД (февраль — март 1943, май 1943—1953).
Участник Великой Отечественной войны, отличился осенью 1941 года в боях под Орлом и при обороне Тулы, затем в боях на Кавказе на Санчарском перевале. Один из руководителей депортаций на Северном Кавказе и в Закавказье в 1943—1944 годах.

## Биография
Родился 6 февраля 1907 года в Минеральных Водах в семье служащего-железнодорожника (по другим данным — отец был сапожником). Рано остался сиротой: через два года после рождения умер отец, а ещё через пять лет — мать. С раннего детства работал пастухом у зажиточных селян, потом был учеником в кустарной сапожной мастерской в Кисловодске, разносчиком газет железнодорожного агентства печати. Некоторое время был беспризорником.
Сильное влияние на Ивана оказала революция в России: в апреле 1920 года, в 13 лет, он стал красноармейцем и воспитанником 14-х кавалерийских курсов СКВО в Новочеркасске, затем он обучался в 6-й Таганрогской кавалерийской школе РККА и в 1-й национальной кавалерийской школе РККА в Краснодаре. Здесь он получил не только военное, но и начальное образование — окончил пять классов вечерней школы.

### Служба в РККА и войсках ОГПУ/НКВД
После Гражданской войны с июля 1922 года служил красноармейцем в 26-м кавалерийском полку СКВО в Пятигорске, с ноября 1925 года — курсант полковой школы 89-го кавалерийского полка СКВО, где затем служил младшим командиром. В период с сентября 1927 — по май 1930 года учился в 1-й Советской объединённой военной школе РККА им. ВЦИК в Москве, по окончании которой был назначен сначала помощником начальника по политической части 4-й заставы, а затем, с сентября 1931 года — начальником 7-й заставы 48-го пограничного отряда войск ОГПУ. В 1934 году впервые применив обходящий отряд в 20 сабель в горнопустынной местности против банды басмачей на Афганской границе, затем он не менее пяти раз использовал этот же приём в горах Абхазии в 1942 году и в 1944 году по уничтожению банды Занкашиева в долине реки Баксан неподалеку от Эльбруса.
За достижения на службе в этой должности пограничник И. И. Пияшев получил награду — боевое оружие (пистолет системы «Маузер» — «За беспощадную борьбу с контрреволюцией. От коллегии ОГПУ»), а через год за ликвидацию басмаческой банды на афганской границе награждён орденом Красного Знамени.
С апреля 1934 года служил в войсках НКВД по охране железных дорог в качестве командира батальона, полка. В марте-мае 1936 года руководил пешим военизированным женским санитарным переходом Чарджоу — Ашхабад, в рамках которого были изучены возможности человеческого организма в сложных климатических условиях, а личный состав обучался санитарно-гигиеническим мероприятиям. «За проявленную во время перехода самоотверженность и выдержку» И. И. Пияшев был награждён грамотой ЦИК Туркменской ССР и ценным подарком — охотничьим ружьём. Также окончил Высшую школу погранохраны и войск ОГПУ в 1936 году.
Его командирская служба в частях войск НКВД по охране железных дорог развивалась следующим образом: с октября 1936 года — командир стрелкового дивизиона 78-го полка войск НКВД по охране железных дорог, с апреля 1938 года — командир 7-го отдельного батальона войск НКВД по охране железных дорог, с мая 1938 года — командир 53-го полка войск НКВД по охране железных дорог 3-й дивизии войск НКВД по охране железнодорожных сооружений.
В октябре 1940 года майор И. И. Пияшев назначен командиром 84-го полка войск НКВД по охране железных дорог (г. Вильнюс), который был включён в состав недавно сформированной 9-й стрелковой дивизии войск НКВД СССР по охране железнодорожных сооружений и особо важных предприятий промышленности. Полк дислоцировался на стратегических магистралях в Литве, Белоруссии и в Смоленской области.

### Начало Великой Отечественной войны
С началом Великой Отечественной войны многие приграничные отряды и части войск НКВД были разбиты, а уцелевшие — отброшены далеко от западной границы СССР. В этих условиях в кратчайшие сроки ему удалось организовать охрану и оборону железнодорожных сооружений от диверсантов противника на Западном и Северо-Западном фронтах.
24 июня майору И. И. Пияшеву сообщили, что немецкой авиацией уничтожен один из поездов с мирными жителями, в котором следовали из Вильнюса в эвакуацию семьи командного состава: погибли его жена, тёща и трое детей. В это время полк под его командованием вёл тяжёлые бои с наступающими немецкими войсками: согласно донесению, 24 июня «по распоряжению командования 9-й дивизии… отошёл за старую госграницу в районе совхоза „Комсомолец“, что западнее Минска на 18 км, и занял оборону (находясь впереди фронта на 15-20 км)». А когда в районе Духовщины в результате ранения был выведен из стоя командир дивизии комбриг Киселёв, И. И. Пияшев сумел сохранить управление подразделениями дивизии.
Оказавшись в окружении, до августа 1941 года его полк вёл боевые действия в тылу далеко продвинувшихся немецких войск и прорывался на восток. И. И. Пияшев — один из тех командиров, кто в условиях отступления лета 1941 года сохранил боеспособность полка и личный состав. Полк вышел из ярцевского мешка, пройдя с боями путь от Вильнюса до Москвы. За сохранение полка, а также «за боевые заслуги на фронте борьбы с немецко-фашистскими захватчиками» майор И. И. Пияшев был награждён орденом Красной Звезды.

### Под Мценском, Тулой и Калугой
В октябре 1941 года из оставшихся в строю солдат и офицеров полка, а также из разрозненных групп пограничников майор И.И. Пияшев сформировал 34-й мотострелковый полк войск НКВД, который был отправлен на фронт под Мценск, где 9-10 октября 1941 года совместно с 4-й танковой бригадой (командир — полковник М. Е. Катуков) сдерживал продвижение частей немецкой 2-й танковой группы генерал-полковника Гейнца Гудериана. Полковник М. Е. Катуков указывал в документах, что 34-й полк служил примером для других стрелковых частей на участке фронта. Генерал Д. Д. Лелюшенко называл в своих мемуарах полк И. И. Пияшева «героическим полком».
Участник Тульской оборонительной операции. Его полк был временно подчинён 69-й бригаде войск НКВД по охране особо важных промышленных предприятий (полковник А. К. Мельников) и сражался в районе Черни (7 октября), в районе Севрюкова, Яковлева (2 ноября), в составе Венёвского боевого участка (18-24 ноября). Участник Тульской и Калужской наступательных операций, его полк участвовал в освобождении города Одоев, села Перемышль, Лихвин (ныне город Чекалин) и Калугу.
После начала контрнаступления войск Красной Армии под Москвой полковнику И. И. Пияшеву было поручено сформировать 7-ю мотострелковую дивизию войск НКВД, с января 1942 года — командир этой дивизии на Западном фронте. Её части охраняли тылы 49-й и 50-й армий.

### В битве за Кавказ
В августе 1942 года полковник И. И. Пияшев направлен на Кавказ заместителем командующего 46-й армией Закавказского фронта, части и соединения которого обороняли перевалы Главного Кавказского хребта. После прорыва противника через Санчарский перевал под командованием Пияшева была создана особая группа войск для ликвидации прорыва.
Многие из частей этой группы не имели боевого опыта: 808-й стрелковый полк, Тбилисское пехотное училище, а также два батальона 155-й стрелковой бригады. В частности, бойцы этих частей не умели обращаться даже с гранатами РГ-42, незадолго до этого принятыми на вооружение. Однако И. И. Пияшеву удалось выполнить поставленную задачу.
Наиболее ожесточённые бои развернулись в районе озера Рица, где к Чёрному морю наступала немецкая 4-я горнострелковая дивизия, для того чтобы отрезать Черноморскую группировку советских войск. Немецким горнострелкам удалось достичь северных склонов перевала Доу, однако дальше их продвижение было остановлено сводным полком войск НКВД из состава особой группы. К 20 октября 1942 года Санчарский перевал был отбит советскими войсками, Пияшев был удостоен ордена Красного Знамени, а 10 ноября ему было присвоено звание «генерал-майор».
19 декабря 1942 года был назначен на должность командира 13-го стрелкового корпуса 46-й армии, который в январе 1943 года принимал участие в ходе Северо-Кавказской наступательной операции и освобождении Майкопа. Однако в феврале того же года за допущенные просчеты в управлении вверенными частями Пияшев был освобожден от занимаемой должности, после чего был назначен командиром 1-й мотострелковой ордена Ленина дивизией войск НКВД (новое название дивизии имени Ф. Э. Дзержинского, поскольку для обеспечения порядка в Москве была сформирована ещё и 2-я мотострелковая дивизия особого назначения внутренних войск НКВД).
Однако, не пробыв в должности командира дивизии и месяца, 10 марта он вновь срочно убыл на Кавказ, где согласно приказу наркома внутренних дел Л. П. Берии из частей войск НКВД Северо-Кавказского округа и войск НКВД по охране тыла Севера-Кавказского фронта приступил к формированию 1-й отдельной стрелковой дивизии войск НКВД. После формирования дивизия поступила в оперативное подчинение 56-й армии для прорыва т. н. «голубой линии» немецких войск на Кубанском полуострове.
Генерал армии С. М. Штеменко вспоминал об ожесточённых сражениях в районе станции Крымской: «На пятый день операции решено было ввести в бой особую дивизию Пияшева. Г. К. Жуков возлагал на неё большие надежды, приказал иметь с Пияшевым надёжную прямую телефонную связь и поручил мне лично вести с ним переговоры по ходу боя. Дивизию вывели в первый эшелон армии ночью. Атаковала она с утра южнее Крымской и сразу же попала под сильный удар неприятельской авиации. Полки залегли, произошла заминка. Г. К. Жуков, присутствие которого в 56-й армии скрывалось под условной фамилией Константинова, передал мне: „Пияшеву наступать! Почему залегли?“ Я позвонил по телефону командиру дивизии: „Константинов требует не приостанавливать наступления“. Результат оказался самым неожиданным. Пияшев возмутился: „Это ещё кто такой? Все будут командовать — ничего не получится. Пошли его…“ — и уточнил, куда именно послать. А Жуков спрашивает: „Что говорит Пияшев?“ Отвечаю ему так, чтобы слышал командир дивизии: „Товарищ маршал, Пияшев принимает меры“. Этого оказалось достаточно… В результате двойного охвата противник все-таки был выбит из Крымской».
Весной 1943 года прорыв оборонительной «голубой линии» успеха не имел, однако это удалось сделать в сентябре-октябре 1943 года в ходе Новороссийско-Таманской наступательной операции, в которой также участвовала дивизия Пияшева. Прорвав 5 укреплённых оборонительных рубежей, к 9 октября советские войска полностью освободили Таманский полуостров. В ноябре дивизия участвовала в Керченско-Эльтигенской операции.

### Командир дивизии имени Ф. Э. Дзержинского
После ликвидации немецкой группировки на Кубани и полного освобождение Кавказа от противника, в конце мая 1943 года, генерал И. И. Пияшев вернулся в Москву, где снова вступил в командование дивизией имени Ф. Э. Дзержинского. По его инициативе в состав дивизии были включены фронтовики из полков, которыми он командовал на Кубани.
С декабря 1943 года его дивизия выполняла специальные правительственные задания в Калмыцкой и Чечено-Ингушской АССР. Руководитель операции по уничтожению банды Занкашиева в долине реки Баксан неподалеку от Эльбруса в 1944 году. Один из руководителей депортаций на Северном Кавказе и в Закавказье в 1943—1944 гг. За эту операцию был награждён орденом Кутузова I степени.

### В послевоенные годы
После войны продолжал командовать этой дивизией. Ежегодно соединение участвовало в парадах, а после каждого парада личный состав соединения получал благодарность от начальника Московского гарнизона. Для этого он лично по два месяца тренировал парадные расчёты. В том числе, дивизия образцово участвовала и в Параде Победы 24 июня 1945 года.
В начале 1953 года И. И. Пияшев перенёс инфаркт и длительное время находился в госпитале. Так и не оправившись полностью, он практически не приступал к исполнению своих обязанностей в должности командира дивизии. В июле он был освобождён от должности, а ещё через месяц — уволен в запас по состоянию здоровья.
После отставки И. И. Пияшев часто бывал в дивизии, вёл военно-патриотическую и спортивную работу. Его кандидатуру рассматривали в качестве генерального директора спорткомплекса «Лужники», однако в январе 1956 года он умер от сердечного приступа. Похоронен на Введенском кладбище (11 уч.).

## Награды
Советские государственные награды и звания:
- орден Ленина (21.02.1945 — за выслугу 25 лет);
- четыре ордена Красного Знамени (1933, 13.12.1942[18], 03.11.1944— за выслугу 20 лет, 24.06.1948 — за выслугу 30 лет);
- орден Кутузова I степени (08.03.1944)[15] — награждение отменено Указом ПВС от 04.04.1962;
- орден Суворова II степени (21.09.1945);
- два ордена Отечественной войны I степени (07.07.1944, 03.12.1944) (отменены Указом Президиума Верховного Совета СССР от 3 февраля 1964)[12];
- два ордена Красной Звезды (03.08.1941)[2][18];
- медали, в том числе:
  - юбилейная медаль «XX лет Рабоче-Крестьянской Красной Армии» (1938).

Ведомственные награды:
- знак «Заслуженный работник НКВД».

## Оценки и мнения
Для ветеранов дивизии имени Ф. Э. Дзержинского генерал И. И. Пияшев запомнился исключительно собранным и трудолюбивым человеком, который никогда не избегал черновой работы: «Он был вынослив, словно двужильный. Приезжал раньше всех, и пока собирались командиры частей, он успевал с утра пораньше проверить дежурную службу, всех закрутить, расшевелить, а по прибытии командиров частей — каждому воздать по заслугам. Офицеры его побаивались, солдаты уважали и любили. Порядок в дивизии, несмотря на некоторые послабления в армии, сопряженные с условиями военного времени, он поддерживал на должном уровне».
Многие, знавшие Пияшева, сравнивали его с В. И. Чапаевым по своей удали и горячности: «такой же самородок, из тех, кто „академиев не кончал“, а чувствовал себя в военном деле как рыба в воде. Ничего и никого не страшился. Был расчётлив и по-военному хитёр».

## Семья
Первая жена, тёща и трое детей (десяти, пяти и трёх лет) погибли 24 июня, когда поезд, в котором они ехали, был уничтожен немецкой авиацией. Вторым браком был женат на сестре своей трагически погибшей жены. После войны семье Пияшевых предоставили квартиру в Москве, в доме на Покровке. Сын от второго брака — Дмитрий Иванович Пияшев (1944—2012), полковник, кандидат технических наук, Лауреат Государственной Премии СССР; дочь — Лариса Ивановна Пияшева (1947—2003), российский экономист, доктор экономических наук, профессор.